# Platyallabes tihoni
Platyallabes tihoni — єдиний вид роду Platyallabes родини Кларієві ряду сомоподібних.

## Опис
Загальна довжина сягає 52,8 см. Тулуб доволі кремезний, широкий, веретеноподібний. Голова видовжена, коротка. очі помірно великі. Є 4 пари вусів, з яких найдовші тягнуться від кутів рота та нижньої щелепи (3 пари). Спинний плавець дуже довгий. Грудні та черевні плавці невеличкі. Анальний плавець довгий, але поступається спинному. Хвостовий плавець короткий, широкий, з округлим кінцем.

## Спосіб життя
Біологія вивчена недостатньо. Воліє до прісних водойм. Більшу частину життя проводять у щілинах між камінням і скелями. Вдень ховається в рослинному субстраті. Активний вночі. Живиться водними безхребетними та дрібною рибою.

## Розповсюдження
Мешкає у нижній частині басейну річки Конго, зокрема в озері Малебо.